# Будівельник (Лисичанськ)
Футбольний клуб «Будівельник» (Лисичанськ) — український аматорський футбольний клуб з Лисичанська Луганської області, який виступає у чемпіонаті та Кубку Луганської області. Також був учасником Кубку України серед аматорів 2019/20.
Домашні матчі приймає на стадіоні «Шахтар» місткістю 3 000 глядачів.

## Досягнення

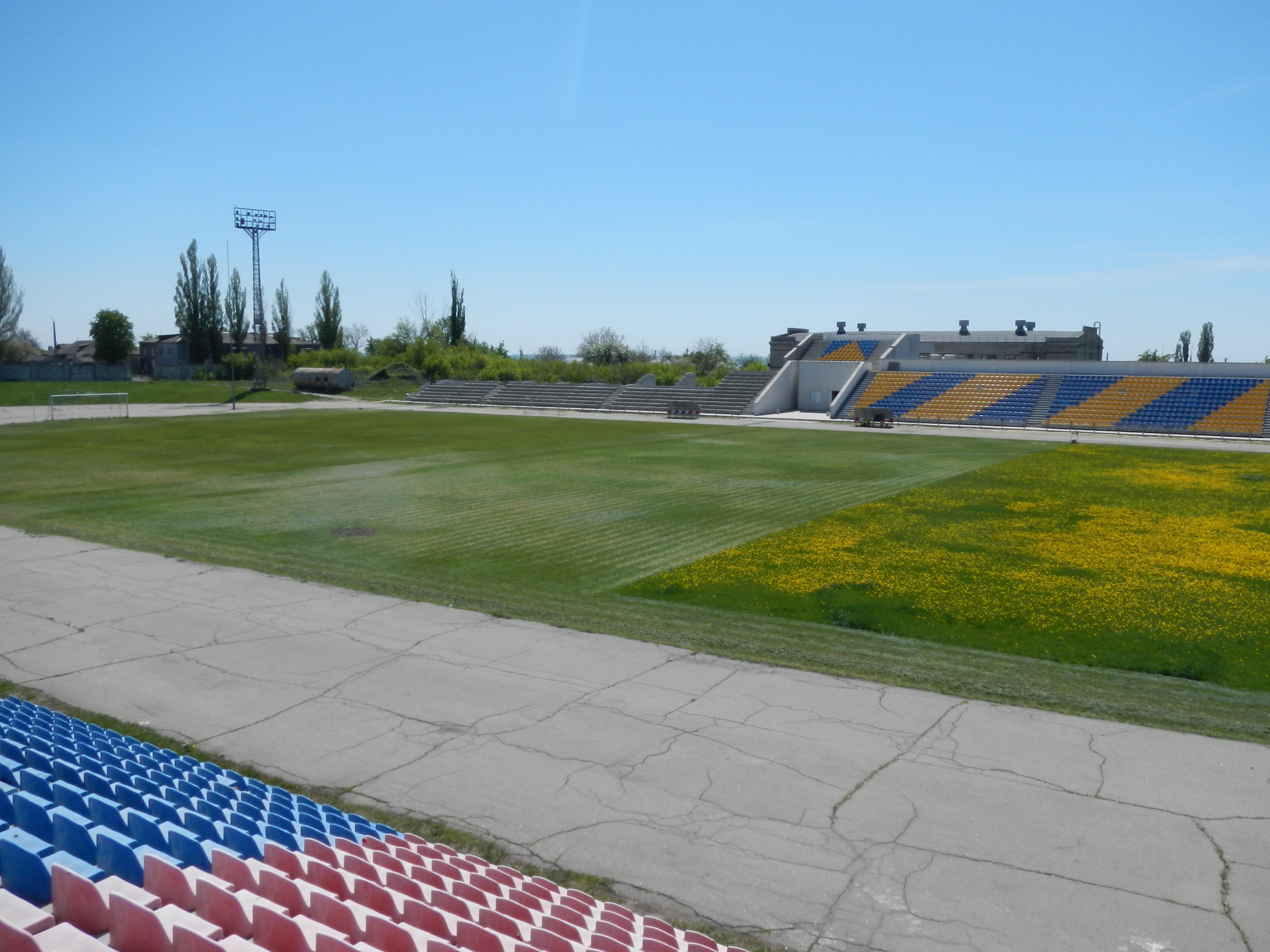
Стадіон «Шахтар»

- Чемпіонат Луганської області:
  - Чемпіон: 2021.
  - Срібний призер: 2020.
  - Бронзовий призер: 2019.

- Кубок Луганської області:
  - Фіналіст: 2021.